# Méchant changement
Méchant changement est une émission de télévision québécoise pour les jeunes diffusée de septembre 2005 à avril 2009 sur VRAK.TV. Elle a pour objet de redécorer complètement une pièce choisie par le participant de la semaine (généralement sa chambre à coucher), lequel est choisi parmi les téléspectateurs ayant soumis leur candidature.

## Description
Animé par Stéphane Bellavance, Méchant changement entremêle surprises, émotions, humour, suspense et anecdotes personnelles tout en proposant diverses astuces pour renouveler le look d’une chambre, d’un bureau, d’un sous-sol ou d’une salle de jeux d’adolescent.
À partir d'août 2007, les candidats ont le choix entre un « méchant changement » ou un « méchant changement extrême » (le gagnant doit donner carte blanche à toute l'équipe de Méchant changement pour la transformation de sa pièce et la transformation de son style (vêtements, cheveux, maquillage, etc.).
Produite par Zone 3, l'émission est diffusée au Québec sur VRAK.TV et en France sur les chaînes de télévision Gulli et Maison+.

## L'équipe
- Stéphane Bellavance, animateur
- Jean-François Éthier, homme à tout faire
- Annie Tremblay, designer
- Nathalie Martin, designer
- Philippe Matte, designer
- Stéphanie Castonguay-Vien, designer
- Valérie Bourget-Robitaille, designer
- Karine Fortin, designer
- Félix M-Guyon, designer
- Julie Carpentier, designer
- Annie Murphy, designer
- Marie-Judith Jean-Louis, designer
- Valérie De L'Étoile, designer